# زرگر (تاجیکستان)
زرگر جماعت و شهرکی در جنوب غربی کشور تاجیکستان است که در ناحیهٔ باختر ولایت ختلان قرار دارد. جمعیت این جماعت ۳۹۵۱۷ است.